# Aves Uruguay
Aves Uruguay es una entidad civil sin fines de lucro, dedicada a la conservación de las aves silvestres y los ambientes que ellas habitan. La entidad es socia y representante de Birdlife International para Uruguay.

## Historia
La organización fue creada por iniciativa del profesor Raúl Vaz Ferreira y varios ornitólogos en 1987, bajo el nombre de Grupo Uruguayo para el Estudio y Conservación de las Aves (GUPECA), con el fin de nuclear a personas vinculadas a la ornitología, tanto investigadores, docentes y estudiantes de ciencias biológicas, así como aficionados a la observación de aves. Posteriormente, la institución pasó a llamarse Aves Uruguay.
En 2019 Aves Uruguay fue anfitriona de la IX° Feria de aves de Sudamérica, realizada por primera vez en Uruguay, en la ciudad el Punta del Este.

## Misión
Aves Uruguay tiene como objetivo la conservación de los ambientes naturales, así como también de las aves que habitan los diferentes ecosistemas, incluyendo los modificados por las actividades productivas humanas (por ejemplo: sistemas pastoriles, arroceros, etc), mejorando al mismo tiempo la calidad de vida de las personas.

## Proyectos de conservación
Alianza del pastizal
Conservación del Capuchino Boina Gris
ECCOSUR
Relevamientos integrales de aves playeras en el sur de Sudamérica.
Programa IBAs
Programa Aves Marinas
Revisores de eBird para Uruguay
Rayadores del Río Uruguay

## Revista Achará
La publicación Achará es una revista académica digital indexada, que es editada anualmente por Aves Uruguay. La publicación brinda información sobre la avifauna urugaya y está dirigida a científicos, aficionados y el público interesado en el tema en general.